# Малинищинское сельское поселение
Малинищинское се́льское поселе́ние — муниципальное образование в Пронском районе Рязанской области Российской Федерации.
Административный центр — село Малинищи.

## История
Статус и границы сельского поселения установлены Законом Рязанской области от 7 октября 2004 года № 89-ОЗ «О наделении муниципального образования Пронский район статусом муниципального района, об установлении его границ и границ муниципальных образований, входящих в его состав»

## Население
| 2010  | 2012  | 2013  | 2014  | 2015  | 2016  | 2017  |
| ----- | ----- | ----- | ----- | ----- | ----- | ----- |
| 1140  | ↗1164 | ↗1204 | ↘1198 | ↗1199 | ↘1193 | ↘1167 |
| 2018  | 2019  | 2020  | 2021  |       |       |       |
| ↘1137 | ↘1127 | ↗1137 | ↗1140 |       |       |       |

## Состав сельского поселения
| № | Населённый пункт | Тип населённого пункта       | Население |
| - | ---------------- | ---------------------------- | --------- |
| 1 | Бучалы           | деревня                      | 12        |
| 2 | Гремяки          | село                         | ↘420      |
| 3 | Добрая Слобода   | деревня                      | 2         |
| 4 | Карповское       | село                         | ↘9        |
| 5 | Малинищи         | село, административный центр | ↘691      |
| 6 | Марфина Слобода  | деревня                      | 6         |